# سباحة حرة

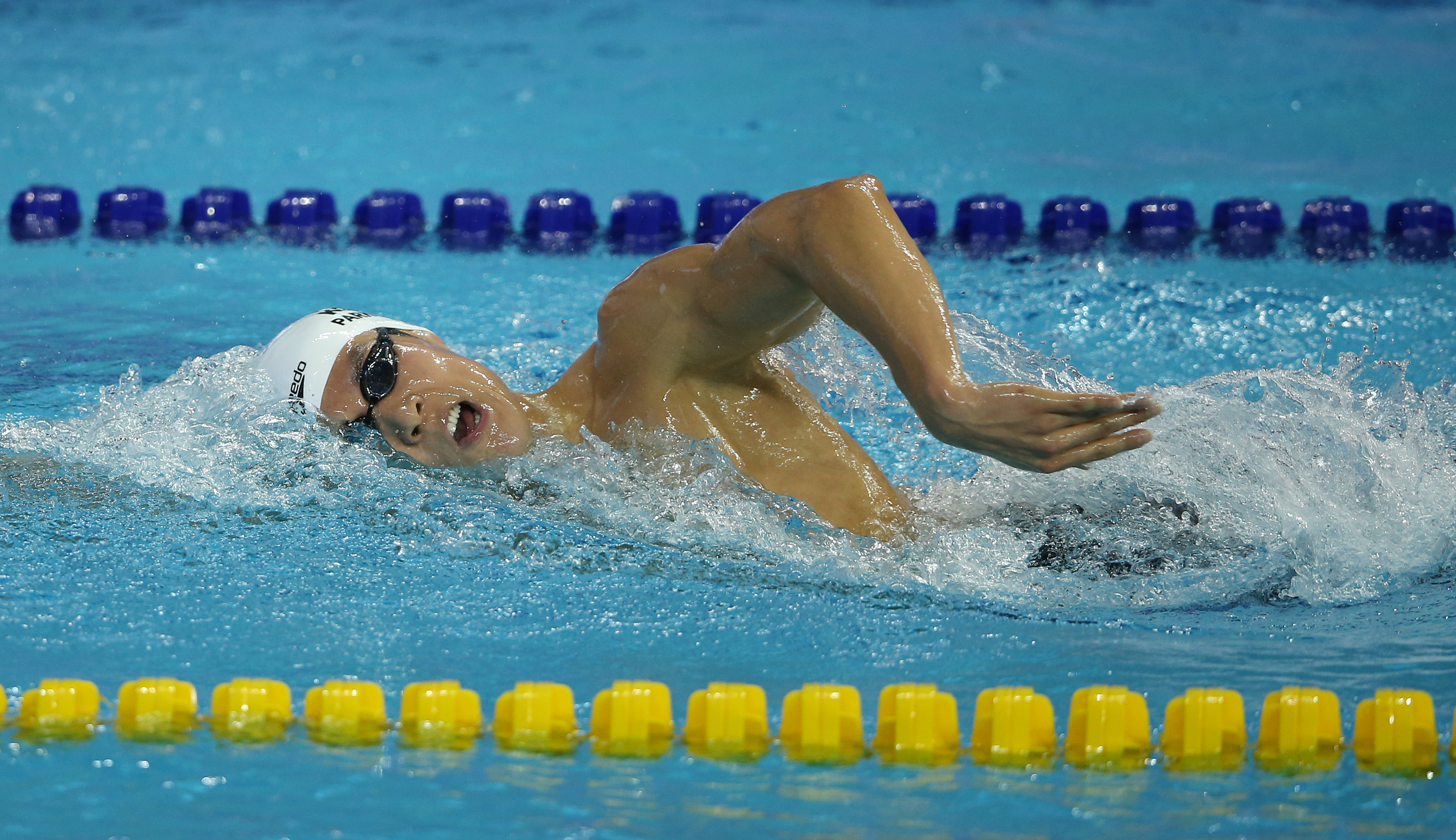
تنفس السباح خلال السباحة الحرة

السِّبَاحَةُ الحُرَّةُ أو السِّبَاحَةُ الكَفِّيَّةُ أو سِبَاحَةُ الزَّحْفِ أو الزحف الأمامي أو الزحف إلى الأمام أو الزحف الأسترالي أو «الزحف الأمريكي» (بالإنجليزية: Front crawl)‏ هو نوع سباحة ويعتبر أشهر أنواع السباحة واكثرها استخداما. وسبب تسميتها الحرة لانك تستطيع استخدام أي طريقة للزحف على الماء. ولكن في السباقات والبطولات لاتستخدم. 

طرأ تطور كبير في العقود الأخيرة على مفهوم الرياضة ومزاولة التمارين الرياضية والحاجة لمزاولة الرياضة من قِبل مختلف الأعمار لكلا الجنسين بحيث أصبحت حاجة مطلوبة بل وضرورية للفوائد المختلفة التي تعود على الصحة، وخاصة أن موضوع اللياقة البدنية أصبح أمراً مهماً للأشخاص السليمين وللذين يعانون من بعض الأمراض المزمنة حيث تلعب التمارين الرياضية دوراً مهما في الوقاية والعلاج.

## البيئة العملية
يأخذ الجسم الوضع الأفقي المائل قليلاً على البطن بحيث تكون الأكتاف أعلى قليلاً من المقعدة الموجودة دائماً تحت سطح الماء مباشرة، ويكون النظر للأمام وأسفل، وتكون الذقن بعيدة قليلاً عن الصدر بدون توتر في عضلات الرقبة ، والرجلين ممتدتان ومتقاربتان دون تصلب .

## التاريخ
عرفت «السباحة الحرة» كنمط سباحة منذ أقدم العصور. هناك قطعة نحت مصري عن الإغاثة يرجع تاريخها إلى 2000 قبل الميلاد تبين استخدام هذا النوع. <
في العالم الغربي، الضربة السباحية الأمر الذي لاحقا يتم تكريره في السباحة الحرة الحديثة شوهدت للمرة الأولى في سباق السباحة الذي عقد في 1844 في لندن، حيث سبح الأمريكيون الشمالي الأصول. في أنيشينابه 

## تقنيات السباحة
نقطة الانطلاق في السباحة الحرة يعرف باسم الوضع «البسيط». يبدأ السباح على المعدة مع ذراعيه ممدودة إلى الأمام على جانبي الرأس وساقيه ممتدة إلى الخلف.

### ضربات الرجلين
تؤدي الضربات بشكل مستمر وتبادلي إلى تقدم كبيرحيث تعتبر مفصل الفخذ محور ارتكاز حركة الرجلين، وتعتمد حركة الرجلين على التوقيت السليم، وتشارك الرجلين في سباحة الزحف على البطن بقدر أقل من القوة الدافعة المحركة للجسم إلى الأمام علماً بأنها أقوى من الذراعين، وتنشأ هذه القوة من حركة الرجلين لأسفل .

### حركات الذراعين
حركات الذراع في السباحة الحرة تتيح غالبية الحركة إلى الأمام. تتبادل الأذرع من جانب إلى آخر، وذلك في حين إحدى الذراعين يشد ويدفع تحت الماء، الذراع الأخرى يرجع فوق الماء. هذه الخطوة يمكن تقسيمها إلى أربعة أجزاء: المسح التحتي، والمسح الداخلي، المسح الصاعد، والاسترجاع.
تعتمد حركة الذراعين داخل الماء على دفع الماء للخلف، كما تعتمد حركة الذراعين داخل الماء على دفع الماء للخلف، كما تعتمد القوة الدافعة للجسم على الذراعين بنسبة 85% تقريباً. وتدور حركة الذراع حول مفصل الكتف في صورة دائرية وتشمل الذراعين على مرحلتين .
أ-المرحلة الأساسية :
-الدخول إلي الماء :
يبدأ الذراع الدخول للماء بأصابع اليد أمام مستوى الكتف وللداخل قليلاً لأسفل. ويكون الدخول على بعد مناسب دون مبالغة بحيث يكون هناك انثناء خفيف في مفصل المرفق، وعند هذا الانثناء تكون اليد الأخرى على وشك الانتهاء من الشد .
- المسك :
يؤدي بعد الانتهاء من دخول الذراع الماء مع وجود انثناء خفيف بمرفق الذراع وتتم عند نقطة أسفل سطح الماء .
-الشد والدفع :
تؤدي بعد ذلك الذراع الشد في خط يقع تحت مركز ثقل جسم الفرد مباشرة وتعتبر عملية الشد والدفع هما الجزء الأساسي لانتقال الجسم للأمام، حيث تقوم الكف والساعد بدفع الماء للخلف بقوة، وذلك وفق قانون رد الفعل وفي هذه المرحلة يكون هناك انثناء في مرفق الذراع وتكون أفضل قوة للشد عندما تكون زاوية المرفق 90 5 وتنتهي حركة الشد عندما يكون الكتف في موضع أعلى تماماً من الكف متعامدين وعندها حركة الدفع بزيادة ثني المرفق وذلك بتوجيه الكف لأعلى اتجاه البطن، وتنتهي حركة الدفع قرب مفصل الفخذ.
- التخلص :
وعندها يبدأ المرفق في الخروج من الماء أولاً يليه الكف، وهو جزء مهم في المرحلة الأساسية .
ويتم التأكد من صحة التخلص عندما يلمس الإبهام فخذ أو ما يوه السباح .
ب-المرحلة الرجوعية :
تبدأ هذه المرحلة بمجرد انتهاء الدفع والتخلص مباشرة ثم تتحول الحركة للأمام في حركة شبه دائرية بما لا يؤثر على وضع الجسم وحركات الذراع الأخرى .
وتعتمد الحركة الكاملة للذراعين ( الأساسية الرجوعية ) على التوقيت السليم بينهما بحيث تكون إحدى الذراعين في حركة المسك بينما تكون الذراع الأخرى تؤدي حركة الخروج أي تكون الزاوية بينهما 180 تقريباً .

### التنفس
يتم إخراج الرأس من أحد الجانبين عند دخول اليد المقابلة الماء بحيث تظهر إحدى العينين والفم فوق سطح الماء مباشرة، ويؤخذ الشهيق من الفم مع تكويره لمنع دخول الماء مع الهواء. ثم يعود الوجه بعد ذلك مباشرة وبنفس الأسلوب إلى الماء ليقوم الفرد بإخراج الزفير داخل الماء .

2-التوافق :
تعددت الآراء حول عدد ضربات الرجلين المقابلة لدورة الذراع فهناك طريقة الست ضربات للرجلين لكل دورة ذراع ويؤيد البعض استخدام ثلاث ضربات بالرجلين لكل دورة ذراع ويؤيد البعض استخدام ثلاث ضربات بالرجلين لكل دورة، وما يعنينا هنا التوافق بين ضربات الرجلين الرأسية مع حركات الذراع التبادلية بما لا يعوق أحدهما الأخرى، ويما يتناسب مع سرعة حركة الجسم في الماء .

### السباق: البداية

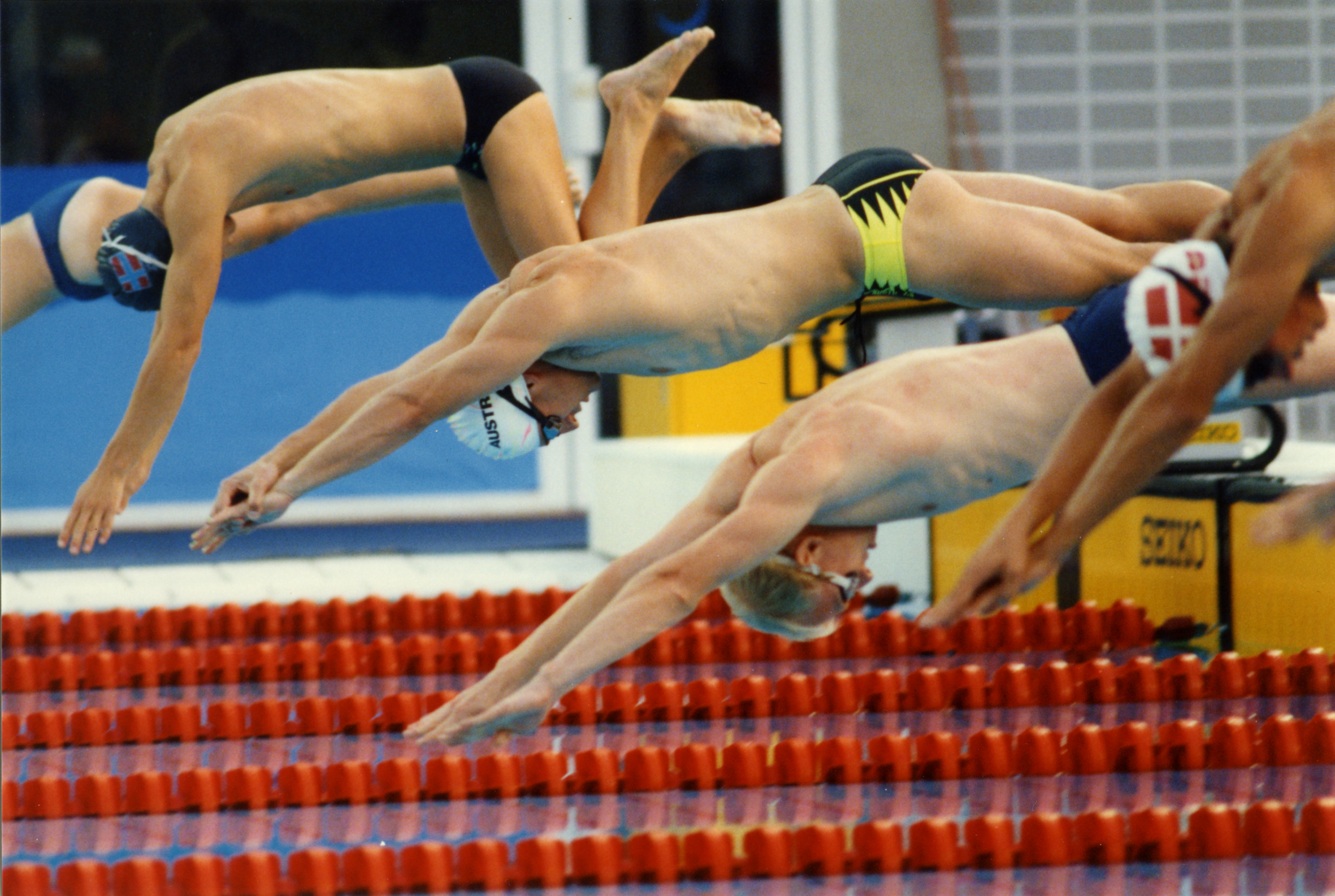
السباحون والانطلاق في اولمبياد المعاقين 1992

البداية هي بداية عادية للسباحة. بعد دخول الماء في أعقاب مرحلة قصيرة عبارة عن انزلاق تحت الماء، تليها ركلة رفرفة تحت الماء أو ركلة فراشة. بعد مدة أقصاها 15 مترا تحت سطح الماء السباح عليه أن الظهور على السطح والبدء في السباحة، وفقا للوائح الاتحاد الدولي للسباحة في أحداث السباحة التنافسية.

### السباق:الدوران والإنهاء

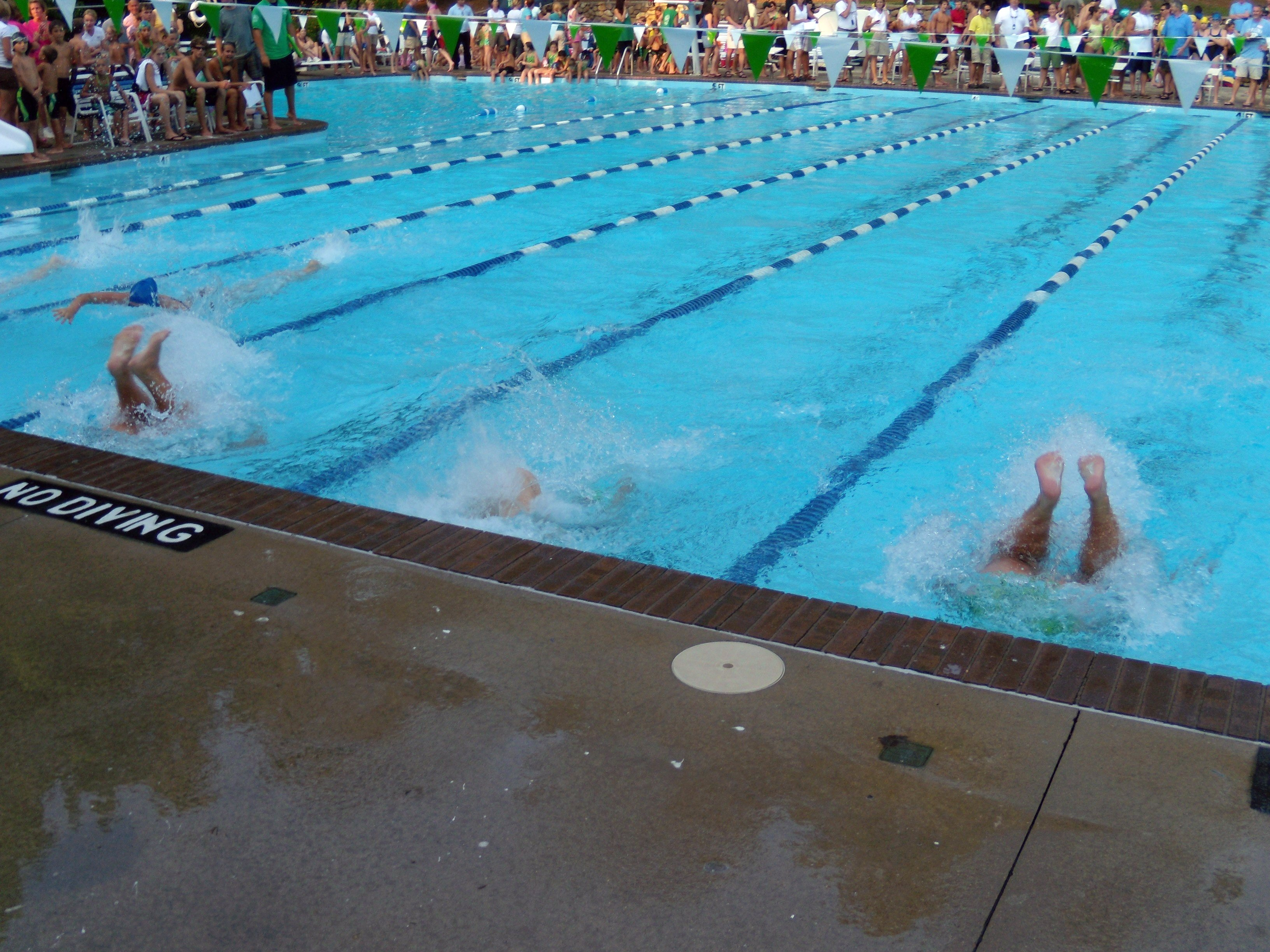
السباحون والتحول الرجوعي خلال سباق السباحة الحرة

في السباحة الحرة يستخدم السباح الدفع الدوراني (المعروف أيضا باسم  الانقلاب الدوراني ) لعكس الاتجاهات في أقصر وقت ممكن. السباح يسبح على مقربة من الجدار في أسرع وقت ممكن. في وضع السباحة مع إحدى الذراعين إلى الأمام وإحدى الذراعين إلى الخلف، والسباح لا يسترد إحدى الذراعين، وإنما يستخدم سحب / دفع الذراع الأخرى لتهيئة الانقلاب مع الركبتين مباشرة إلى الجسم. في النهاية حركة بهلوانية القدمين الآن عند الجدار، والسباح على ظهره مع اليدين اعلى الرأس. ثم يدفع السباح قبالة الحائط أثناء تشغيل جانبية بالانبطاح على الصدر. بعد طور عبارة عن انزلاق قصير، يبدأ السباح مع أي ركلة رفرفة أو ركلة فراشة قبل الطفو على السطح لا يزيد عن 15 متر من الجدار.

## تعليم سباحة الزحف على البطن
يجب إجادة الإفراد للمهارات التمهيدية اللازمة لتعليم هذه السباحة .
ثم تتاح للأفراد رؤية النموذج للأداء الصحيح، مع تعليق المعلم على الوضع الصحيح للجسم .
حركة الرجلين حركة تبادلية تتميز بالاستمرار ية في حركة رأسية لأعلى ولأسفل من خلال مفصل الفخذ مع انثناء قليل للركبتين .
حركات الذراعين حركة تبادلية وأنها تنقسم إلى مرحلتين (مرحلة أساسية وأخرى رجوعية )
طريقة التنفس يجب أدائه في سياق توافقي مع السباحة ككل .
برز الاخطاء التعليمية في طريقة سباحة الزحف على البطن ..
- ثني الرجلين عند الضربات:- ان ثني الرجلين من مفصل الركبة هو من أكثر الاخطاء شيوعاً لدى المتعلمين، والذي يكون له تأثير سلبي حيث يعكس العمل بقانون قوة الفعل ورد الفعل.
  - التصحيح.. اما ان يكون من خلال ربط الرجلين مع بعضهما برباط مطاطي أو (باندج) بعد ترك مسافة كافية بين الرجلين لاعطاء مدى حركي ومن هذا الوضع يقوم المتعلم بأداء الانزلاق وضربات الرجلين. أو تمرين ضربات الرجلين من الوضع العامودي في المياه العميقة، حيث يقوم المتعلم بالوقوف بشكل شاقولي في المنطقة العميقة ماسكا بحافة الحوض، وعند اعطاء الإشارة يقوم بدفع الحافة والانتقال إلى الخلف مع الاحتفاظ بالشكل الشاقولي وضم الذراعين إلى الصدر بوضع متشابك واداء ضربات الرجلين بحيث تكون اصابع القدم مؤشرة إلى قاع الحوض، والاستمرار بالاداء لعدة تكرارات لحين حصول التعود الحركي .
- سقوط المرفق اثناء التنفس:- عند اداء التنفس يجب ان تكون الذراع المعاكسة لجهة لف الجسم ممدودة مع سطح الماء، اما عند بعض المتعلمين فهم يقومون باسقاط تلك الذراع داخل الماء لمحاولة الاستناد عليها لأتمام عملية اللف.
  - التصحيح .. اما ان يكون التصحيح عن طريق تمارين ضربات الرجلين الجانبية مع مد ذراع واحدة مع سطح الماء واداء التنفس من لف الرأس فقط من الجهة المعاكسة للذراع الممدودة. أو عن طريق اداء تمرين السحب بذراع واحدة مع الانزلاق الجانبي.
- عدم لف الجسم:- يسبب عدم لف الجسم اثناء السباحة لاسيما في المسافات الطويلة فتح إحدى الرجلين عند لف الرأس لأخذ الشهيق، حيث ان الرجلين يجب ان تبقيان متقاربتان اثناء السباحة مع استمرار الضربات.
  - التصحيح .. اداء تمارين حركة الرجلين الجانبية مع لف الرأس للشهيق.